# Cimed Florianópolis
Le Cimed Esporte Club, club brésilien de volley-ball masculin basé à Florianópolis, évolue au plus haut niveau national (Superliga).

## Sponsoring
- 2005-2012 : Cimed Esporte Clube (entreprise pharmaceutique)
  - 2009-2010 : Cimed/Malwee (entreprise de prêt-à-porter)
  - 2011-2012 : Cimed/Sky (entreprise de télécommunications)
- 2012-2013 : Super Imperatriz (enseigne d'hypermarchés)

## Palmarès
- Championnat d'Amérique du Sud des clubs (1)
  -  Vainqueur en 2009
  -  Finaliste en 2010

- Championnat du Brésil (4)
  -  Vainqueur : 2006, 2008, 2009 et 2010

## Entraîneurs
- 2005-2007 :  Renan Dal Zotto
- 2007-2008 :  Carlos Schwanke
- 2008-2011 :  Marcos Pacheco
- 2011-2013 :  Douglas Chiarotti

## Effectif de la saison en cours
Entraîneur : Renan Dal Zotto  Brésil
| Numéro | Nom                                   | Taille | Nationalité | Poste |
| 1      | Bruno MOSSA DE RESENDE                | 1,90   | Brésil      | P     |
| 2      | Robson TADEU DE FAZIO                 | 2,08   | Brésil      | A     |
| 3      | Antonio Carlos AGUIAR GOUVEIA         | 1,98   | Brésil      | R/A   |
| 4      | Vinicius MENDES DE SIQUEIRA           | 1,95   | Brésil      | R/A   |
| 5      | Leonardo CRUZ DE MIRANDA              | 1,98   | Brésil      | R/A   |
| 6      | Denison SENA DE CONCEICÃO             | 1,89   | Brésil      | R/A   |
| 7      | Marcelo ZENNI KLEIN                   | 1,81   | Brésil      | P     |
| 8      | Douglas CHIAROTTI                     | 2,03   | Brésil      | C     |
| 9      | Sidnei DOS SANTOS JUNIOR              | 2,03   | Brésil      | C     |
| 10     | Marcel Henrique KODAMA PERTILLI RAMOS | 1,80   | Brésil      | P     |
| 11     | Bruno Augusto IORIO ZANUTO            | 1,96   | Brésil      | R/A   |
| 12     | Gustavo FOLLE WEBER                   | 2,04   | Brésil      | C     |
| 13     | Rafael KOETTKER                       | 1,80   | Brésil      | L     |
| 14     | Fabiano PIAZZON DA SILVA              | 1,91   | Brésil      | L     |
| 15     | Dirceu DA SILVA PAULINO               | 2,00   | Brésil      | R/A   |
| 16     | Eder Francis CARBONERA                | 2,05   | Brésil      | C     |
| 17     | André WERNER SALDANHA GONCALVES       | 1,88   | Brésil      | R/A   |
| 18     | Eduardo PERINI DE AVIZ                | 1,90   | Brésil      | A     |

## Joueurs majeurs
- Marcelo Elgarten « Marcelinho »  Brésil (passeur, 1,85 m)
- Giovane Gavio  Brésil (réceptionneur-attaquant, 1,96 m)
- Marcos Milinkovic  Argentine (pointu, 2,05 m)
- Rodrigo Santana « Rodrigão »  Brésil (central, 2,05 m)
- Bruno Zanuto  Brésil (réceptionneur-attaquant, 1,96 m)